# Ātānak
Ātānak (persiska: آتانك) är en ort i Iran.   Den ligger i provinsen Qazvin, i den nordvästra delen av landet, 100 km nordväst om huvudstaden Teheran. Ātānak ligger 1 592 meter över havet och antalet invånare är 115.
Terrängen runt Ātānak är lite bergig.Runt Ātānak är det ganska tätbefolkat, med 104 invånare per kvadratkilometer. Närmaste större samhälle är Abyek, 10,2 km sydost om Ātānak. Trakten runt Ātānak består i huvudsak av gräsmarker.